# Maria Rosa Tamburini i Borràs
Maria Rosa Tamburini i Borràs (Sant Cugat del Vallès, 21 d'agost de 1985) és una exjugadora i entrenadora d'hoquei sobre patins catalana, que jugà tota la seva vida esportiva en la posició de davantera al PHC Sant Cugat.

## Trajectòria
Formada com a davantera al club esportiu de la seva ciutat natal, el Patí Hoquei Club Sant Cugat, amb el primer equip ascendí a l'OK Lliga la temporada 2009-10. De fet, amb nou anys ingressà al club després de practicar patinatge artístic a l'Escola de Patinatge Artístic (EPA) Sant Cugat durant tres temporades, amb dotze s'integrà al primer equip i amb vint es convertí en capitana. Amb el club cugatenc, va aconseguir dues Lligues Nacionals Catalanes, una Copa Catalana, una Copa Generalitat i dues Supercopes Nacionals Catalanes. Internacional tant amb la selecció catalana com l'espanyola, amb la primera guanyà dues Golden Cup, el 2007 i el 2009, i fou subcampiona a la Copa Amèrica de 2007. Amb la selecció espanyola va aconseguir una medalla d'argent del Campionat del Món de 2006.  També dirigí diversos equips de formació del PHC Sant Cugat, com ara el seu segon equip femení que milita al Primera Catalana o també la direcció tècnica de l'hoquei de base. El maig de 2020 es retirà com a jugadora. D'aquesta forma, romangué vint-i-cinc anys al club vallesà, catorze dels quals com a capitana. Actualment, és la segona entrenadora del primer equip del PHC Sant Cugat.

## Palmarès
Clubs
- 2 Lligues Nacional Catalana (2012-13, 2015-16)
- 1 Copa Catalana d'hoquei sobre patins femenina
- 1 Copa Generalitat d'hoquei sobre patins femenina (2015-16)
- 2 Supercopes Nacional Catalana d'hoquei sobre patins femenina (2016-17, 2018-19)

Selecció catalana
- 1 medalla d'argent a la Copa Amèrica d'hoquei sobre patins (2007)
- 2 Golden Cups (2007 i 2009)

Selecció espanyola
- 1 medalla d'argent al Campionat del Món d'hoquei patins femení (2006)